# Flachsmann als Erzieher
Pour plus de détails, voir Fiche technique et Distribution.
Flachsmann als Erzieher est un film allemand réalisé par Carl Heinz Wolff, sorti en 1930.

## Fiche technique
- Réalisation : Carl Heinz Wolff
- Scénario : Franz Rauch, Michael Urak d'après une pièce d'Otto Ernst
- Producteur : Carl Heinz Wolff
- Photographie : Alfred Hansen, Georg Muschner
- Musique : Bernard Homola
- Production : Carl Heinz Wolff-Filmproduktion Berlin[1]
- Distributeur : National Film
- Durée : 92 minutes
- Date de sortie : 7 novembre 1930

## Distribution
- Paul Henckels : Jügen Heinrich Flachsmann
- Charlotte Ander : Gisa Holm
- Alfred Braun : Jan Flemming
- Gustav Rickelt : Schulrat Prell
- Hedwig Wangel : Mutter von Jan Flemming
- Lionel Royce : Karsten Diercks
- Kurt Lilien : Schuldiener Negendank
- Carl de Vogt : Vogelsang
- Rolf Weih : Römer
- Wilhelm P. Krüger : Weidenbaum
- Hans Sternberg : Riemann
- Mathilde Sussin : Betty Sturhahn